# David Antón Guijarro
David Antón Guijarro (sinh 23 tháng 6 năm 1995) là một kỳ thủ cờ vua Tây Ban Nha. Anh là á quân châu Âu năm 2014.

## Sự nghiệp cờ vua
Antón Guijarro từng vô địch các giải trẻ quốc gia 8 lần ở những hạng tuổi khác nhau. Anh giành huy chương đồng trẻ châu Âu năm 2012 ở Praha, hạng tuổi U16. Năm tiếp theo, anh đoạt huy chương bạc trẻ thế giới ở Al Ain, hạng tuổi U18. Antón Guijarro nhận danh hiệu Kiện tướng quốc tế của FIDE năm 2012 và năm sau đó đạt được danh hiệu đại kiện tướng.
Tại Giải vô địch cờ vua cá nhân châu Âu năm 2014, anh giành huy chương bạc và đồng hạng nhì tại Giải vô địch cờ chớp châu Âu. Cùng năm đó Antón Guijarro vô địch cờ chớp Tây Ban Nha ở giải đấu tổ chức tại Sabiote, xếp trên kỳ thủ số một quốc gia thời điểm đó là Francisco Vallejo Pons.
Tháng 6 năm 2016 anh tham dự giải Magistral Ciudad de León lần thứ 29 cùng Jaime Santos Latasa, Viswanathan Anand và Vi Dịch. In October David Antón won the Magistral d'Escacs Ciutat de Barcelona round-robin tournament (ca) on tiebreak over Jan-Krzysztof Duda.
Ở giải Tradewise Gibraltar Masters năm 2017, Antón độc chiếm ngôi đầu sau 9 vòng đấu, thắng Veselin Topalov và Boris Gelfand,. the grandmaster took the second place after a three-way tiebreak against Yu Yangyi và Hikaru Nakamura at the 2017  open tournament.
Tại Giải vô địch châu Âu năm 2019 Antón đồng điểm hạng ba nhưng chung cuộc xếp thứ sáu sau khi xét hệ số phụ
Tháng 1 năm 2020 anh vô địch giải Tata Steel bảng Challengers, giành được một vé lên đánh bảng Masters năm 2021.
Antón được mời tham dự Champions Chess Tour 2021 ở giải đầu tiên là Skilling Open. Tuy không lọt vào top 8 Skilling Open nhưng nhờ sự bình chọn của người hâm mộ, anh tiếp tục được dự hai giải chính của chuỗi giải là Airthings Masters và Magnus Carlsen Invitational.

## Đời tư
Antón Guijarro sinh ở Murcia và lớn lên ở Madrid. Anh bắt đầu học chơi cờ từ năm 5 tuổi dưới sự hướng dẫn của cha mình. Anh học ngành toán ở Đại học Complutense Madrid. Hiện nay anh theo đuổi sự nghiệp cờ toàn thời gian, với sự hỗ trợ của kiện tướng quốc tế David Martínez.